# Stephanie Roche
Stephanie Roche (Dublín, Irlanda, 13 de junio de 1989) es una futbolista irlandesa, quien juega como delantera para el WFC Peamount United y la selección femenina de fútbol de la República de Irlanda. Su gol de octubre de 2013 en la Liga Femenina de Fútbol de Irlanda, jugando para Peamount United, le valió una nominación en 2014 al premio Puskás de la FIFA como mejor gol del año.

## Comienzos
Roche comenzó a jugar al fútbol con los chicos en las calles de su ciudad natal, Shankill. Jugó un breve período en Valeview FC, al que tuvo que abandonar porque las reglas no permitían la participación de equipos mixtos. Luego, pasó a Cabinteely Girls y posteriormente a Stella Maris, donde conformó la delantera junto a Áine O'Gorman en el equipo sub-18 del club.
Roche recibió una beca FAI para la Universidad Sallynoggin. Allí fue convocada a un equipo de universidades irlandesas qué viajó a Escocia para jugar dos amistosos en abril de 2009.

## Carrera en clubes
En junio de 2007, Roche se mudó a la ciudad de Dundalk donde tuvo un "debut soñado", anotando dos veces en una victoria 5–2 en Waterford Benfica. Después de pasar al Raheny United, Roche fue a una prueba al club inglés Doncaster Rovers Belles de la FA WSL en febrero de 2011, jugando en un amistoso contra el Blackburn Rovers, que terminó en victoria 4-0.
En agosto de 2011, Roche jugó para Peamount United en la Liga de Campeones Femenina de la UEFA 2011-12. En la temporada inaugural 2011 la Liga femenina de fútbol de Irlanda, Roche ganó la Bota de Oro por convertir 26 goles para el campeón Peamount United. También anotó dos goles en la final de la copa.
Roche anotó un aclamado gol para Peamount contra Wexford Youth en octubre de 2013, el cual se hizo viral en YouTube y le trajo atención internacional. Fue su primer gol de la temporada de la WNL y fue subido al sitio por la directora del equipo, Eileen Gleeson ya que los partidos no son televisados. Roche estaba feliz de que haya sido capturado para la posteridad: "es bueno para nosotras que haya sido filmado, le da a la Liga Nacional de Mujeres un poco de publicidad y también al fútbol femenino de Irlanda, y soy feliz de formar parte de esto." Más tarde ese mismo año fue elegida para el Premio Puskás de la FIFA como mejor gol del año. Fue la única jugadora mujer en ser nominada. Siguiendo una votación pública inicial, el gol de Roche fue uno de los tres finalistas, junto al de James Rodríguez y Robin van Persie, cuyos goles habían sido anotados en la Copa Mundial de Fútbol de 2014. Es la sexta jugadora mujeren haber sido nominada para el premio y la primera en llegar a finalista. En la ceremonia de premios del Balón de Oro FIFA 2014 del 12 de enero de 2015, Roche acabó en segundo lugar para el Puskas Premio Puskás con el 33% de los votos.
En junio de 2014, Roche firmó para el recién ascendido ASPTT Albi de la Primera División Femenina de Francia. No pudo asentarse en tal equipo, anotando una vez en diez apariciones antes de renunciar al club en medio de la publicidad del premio Puskás. El 18 de febrero de 2015, Roche firmó con el Houston Dash. El entrenador del equipo, Randy Waldrum, elogió a Roche diciendo: "posiblemente la mejor goleador en salir de Irlanda desde Olivia O'Toole".
| Club                                                     | País                      | Año         |
| -------------------------------------------------------- | ------------------------- | ----------- |
| Stella Maris F.C.                                        | Bandera de Irlanda        | 2002 - 2007 |
| Dundalk City L.F.C.                                      | Bandera de Irlanda        | 2007 - 2009 |
| Raheny United                                            | Bandera de Irlanda        | 2009 - 2011 |
| WFC Peamount United                                      | Bandera de Irlanda        | 2011 - 2014 |
| ASPTT Albi                                               | Bandera de Francia        | 2014        |
| Houston Dash                                             | Bandera de Estados Unidos | 2015        |
| Sunderland A.F.C. Ladies                                 | Bandera de Inglaterra     | 2015 - 2018 |
| Florentia San Gimignano Società Sportiva Dilettantistica | Bandera de Italia         | 2018 - 2020 |
| WFC Peamount United                                      | Bandera de Irlanda        | 2022        |

## Carrera internacional
Roche representó a la República de Irlanda a nivel juvenil, diciendo: "me perdí las pruebas finales para el sub 15 de Irlanda y estaba realmente triste. Pero luego ingresé al equipo sub 17." En agosto de 2005, anotó el gol ganador en su debut en el equipo sub-19, resultando en una victoria 3–2 ante Finlandia en Richmond Park. En tres temporadas en el sub-19, Roche era citada regularmente elegir y era la goleadora del equipo.
El debut internacional de Roche en la selección mayor fue en un 3-0 en las eliminatorias de la Eurocopa femenina de 2009 venciendo a Islandia en octubre de 2008. Reemplazó a Stef Curtis en los últimos cinco minutos del partido en Laugardalsvöllur. En septiembre de 2009, Roche anotó su primer gol en el 2–1 ante Kazajistán en la eliminatoria para la Copa del Mundo en Turners Cross. En el partido de vuelta del mes siguiente, Roche ingresó por primera vez como titular. Anotó nuevamente en otra victoria 2–1 para Irlanda. Roche anotó su tercer gol para Irlanda durante una derrota amistosa ante Francia en marzo de 2010. A pesar de su gol del empate, un penal polémico de Sonia Bompastor y un gol tardío de Marie-Laure Delie dieron la victoria a Francia.
La Entrenadora nacional Susan Ronan no convocó a Roche del equipo para un amistoso con Austria en junio de 2013 ni tampoco para la subsiguiente eliminatoria de la Copa Mundial Femenina 2015 . Esto la dejó decepcionada pero entusiasmada para recuperar su lugar: "no fui convocada contra Austria y no me han dicho por qué o cuál era la historia. He jugado en los últimos años por lo que me dolió no ser llamada sin saber qué sucedía, así que me encantaría volver." Después de que Roche recuperar su aptitud goleadora a nivel de clubes, Ronan volvió a convocarla en octubre de 2013.

## Vida personal
Al momento de su famoso gol en octubre de 2013, Roche tenía una relación con el defensor de Bray Wanderers, Dean Zambra que databa de siete años. Era pasante  en la Asociación de Fútbol de Irlanda (FAI) en un proyecto de Futsal.